# 피아노 소나타 17번 (베토벤)

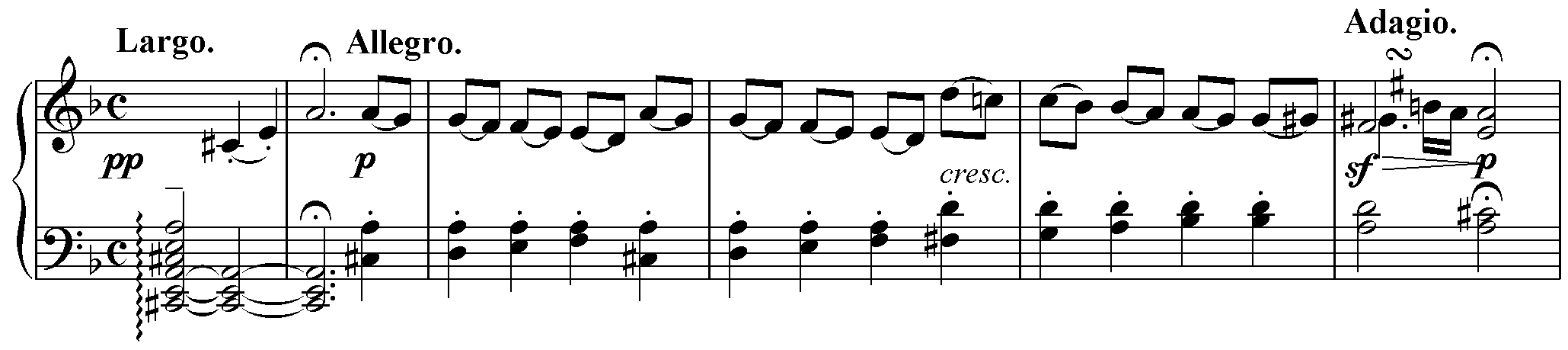

《피아노 소나타 17번 라단조, 작품 번호 31-2》은 루트비히 판 베토벤에 의해 쓰인 피아노 소나타로, 16번에서 18번까지 세 개의 소나타로 구성된 작품 번호 31 세트의 두 번째 작품이다. 흔히 "템페스트"라는 별칭으로 불리고 있다.

## 개요
작품 번호 31 세트의 세 개의 소나타는 모두 1801년에서 1802년초에 걸쳐 작곡이 이루어진 것으로 여겨진다. 17번 소나타의 초판보는 1803년 4월 22일에 한스 게오르크 네겔리 사가 기획한 클라브생 연주자 연주곡집에 16번 소나타와 함께 세트로 수록되며 세상에 모습을 드러내었다. 같은 해 가을에 짐로크 사로부터의 "정확한 개정판"에 실린 것도 16번과 17번이었다. 하지만, 18번까지 포함한 세 개의 소나타가 현재의 작품 번호 31 세트로 정리된 것은 1805년에 카피 사가 출판한 판 부터이다. 새로운 피아노 소나타 작품들이 한 작품 번호로 정리되고 있는 것은 이 작품 번호 31 세트가 마지막이다. 헌사는 내걸려 있지 않고 있다.
카를 체르니에 따르면, 베토벤은 작품 번호 31 세트를 작곡하고 있을 무렵에 그의 친구로 바이올리니스트이자 만돌리니스트인 벤젤 크럼폴츠에게 "지금까지의 작품에 만족하지 않는다. 앞으로 새로운 길을 갈 것이다"라고 말한 것으로 알려져 있다. 본 작품은, 작곡 시기가 난청에 대한 고민으로 인해 하이리겐슈타트 유서가 쓰인 시기와도 일치하고 있는데, 작품 번호 31 세트 중에서도 특히 혁신적이고 극적인 베토벤의 결의를 느낄 수 있다. 또한 세 악장 모두 소나타 형식으로 작곡되었다는 것도 이 작품의 독특한 점 중의 하나이다.
"템페스트"라는 별칭은 베토벤의 비서인 안톤 쉰들러가 이 17번 소나타와 23번 열정 소나타에 대한 설명을 부탁했을 때, 베토벤이 "셰익스피어의 템페스트를 읽어보시오"라고 말했다고 알려진 것에서 유래하고 있다. 그러나 일부 사람들은 베토벤이 Reflections on the Works of God in Nature ("자연 속에서 하나님의 일에 대한 성찰")로 가장 잘 알려진 설교자이자 저자인 크리스토프 크리스티안 스텀의 작품을 언급했을 수도 있다고 제안했다. 그는 실제로 그것을 소유하고 있었고, 많은 주석을 달았다. 쉰들러의 정보는 클래식 음악학자들이 신뢰하지 못하는 것이 많지만, 이것은 학자들이 보고하는 다른 어떤 것과도 다른 직접적인 설명이다. 그러나 영국의 음악 학자 도널드 토비는 "이 곡에서 희곡의 등장인물을 찾아내려는 시도는 "영웅"이나 "운명"이 연주되고 있을 때 "스칼렛 핌퍼넬"의 공적에만 눈을 돌리는 것이다"라고 썼다.

## 구성

### 제1악장. 라르고-알레그로
라단조. 4/4 박자. 소나타 형식.

### 제2악장. 아다지오
내림나장조. 3/4 박자. 소나타 형식.

### 제3악장. 알레그레토
라단조. 3/8 박자. 소나타 형식.

## 같이 보기
- 엘리제를 위하여